# Station Głuchów
Station Głuchów is een spoorwegstation in de Poolse plaats Głuchów.